# Dagö kommun
Dagö kommun (estniska: Hiiumaa vald) är en kommun i Estland. Den omfattar hela landskapet Hiiumaa (Dagö) (estniska: Hiiumaa) och är belägen i den västra delen av landet, 140 km väster om huvudstaden Tallinn. Staden Kärrdal (estniska: Kärdla) utgör kommunens (liksom landskapets) centralort.
Dagö kommun bildades 2013 när staden Kärrdal och landskommunen Kõrgessaare slogs samman efter en folkomröstning. Den 25 oktober 2017 fick kommunen sin nuvarande omfattning när dåvarande Dagö kommun utvidgades med de tre angränsande kommunerna Emmaste, Käina och Pühalepa.
Kommunen omfattar bland annat de tidigare svenskbyarna Hohenholm (estniska: Kõrgessaare), Röicks (Reigi), Buskby (Puski), Malmas (Malvaste) och Mutas (Mudaste). 

## Klimat
Årsmedeltemperaturen i trakten är 4 °C. Den varmaste månaden är juli, då medeltemperaturen är 16 °C, och den kallaste är januari, med −8 °C.

## Orter
I Dagö kommun finns en stad, två småköpingar samt 182 byar.

### Städer
- Kärrdal (estniska: Kärdla)

### Småköpingar
- Hohenholm (estniska: Kõrgessaare)
- Käina

### Byar
- Aadma
- Ala
- Allika
- Aruküla
- Dagerort (estniska: Kalana)
- Emmaste
- Emmaste-Kurisu
- Emmaste-Selja
- Esiküla
- Hagaste
- Haldi
- Haldreka
- Harju
- Hausma
- Heigi
- Heiste
- Heistesoo
- Hellamaa
- Heltermaa
- Hiiessaare
- Hilleste
- Hindu
- Hirmuste
- Härma
- Hüti
- Isabella
- Jausa
- Jõeküla
- Jõeranna
- Jõesuu
- Kaasiku
- Kabuna
- Kaderna
- Kaigutsi
- Kaleste
- Kalgi
- Kanapeeksi
- Kassari
- Kauste
- Kerema
- Kidaste
- Kiduspe
- Kiivera
- Kitsa
- Kleemu
- Kodeste
- Kogri
- Koidma
- Kolga
- Kopa
- Kukka
- Kuri
- Kuriste
- Kurisu
- Kuusiku
- Kõlunõmme
- Kõmmusselja
- Kõpu
- Kärdla-Nõmme
- Külaküla
- Külama
- Laartsa
- Laasi
- Lassi
- Laheküla
- Lauka
- Leerimetsa
- Lehtma
- Leigri
- Leisu
- Lelu
- Lepiku
- Ligema
- Lilbi
- Linnumäe
- Loja
- Luguse
- Luidja
- Lõbembe
- Lõpe
- Malmas (estniska: Malvaste)
- Mangu
- Mardihansu
- Meelste
- Metsaküla
- Metsalauka
- Metsapere
- Moka
- Muda
- Mutas (estniska: Mudaste)
- Mäeküla
- Mäeltse
- Mägipe
- Männamaa
- Mänspe
- Määvli
- Napi
- Nasva
- Niidiküla
- Nurste
- Nõmba
- Nõmme
- Nõmmerga
- Ogandi
- Ojaküla
- Ole
- Orjaku
- Otste
- Palade
- Palli
- Paluküla
- Paope
- Partsi
- Pihla
- Pilpaküla
- Poama
- Prassi
- Prähnu
- Prählamäe
- Puliste
- Puski
- Putkaste
- Pärna
- Pärnselja
- Pühalepa
- Pühalepa-Harju
- Rannaküla
- Reheselja
- Reigi-Nõmme
- Reikama
- Riidaküla
- Risti
- Ristivälja
- Rootsi
- Röicks (estniska: Reigi)
- Sakla
- Salinõmme
- Sarve
- Selja
- Sepaste
- Sigala
- Sinima
- Soonlepa
- Storhovet (estniska: Suuremõisa)
- Suurepsi
- Suureranna
- Suuresadama
- Sõru
- Sääre
- Sülluste
- Taguküla
- Tahkuna
- Tammela
- Tammistu
- Tareste
- Taterma
- Tempa
- Tiharu
- Tilga
- Tohvri
- Tubala
- Tärkma
- Ulja
- Undama
- Utu
- Vaemla
- Vahtrepa
- Valgu
- Valipe
- Vanamõisa
- Viilupi
- Viiri
- Viita
- Viitasoo
- Vilima
- Vilivalla
- Villamaa
- Villemi
- Värssu
- Õngu
- Ühtri
- Ülendi